# Tom Foeman Creek
Der Tom Foeman Creek (auch bekannt als Foeman Creek oder Wesleyana Creek) ist ein etwa 5,5 Kilometer langer Fluss im McMinn County im US-Bundesstaat Tennessee. 
Er entspringt etwa 150 Meter östlich der Old Athens Etowah Road (County Road 561). Er fließt danach in südwestliche Richtung, wo nach kurzer Distanz linksseitig der Blair Branch als Nebenfluss mündet. Der Tom Foeman-Fluss mündet etwa 800 Meter südlich des Chestuee Golf and Country Club in den 1, 4 Kilometer langen Chestuee Creek, welcher in den Hiwassee River mündet.